# 男兒本色 (電影)
《男兒本色》是一部於2007年出品的香港警匪动作片，由陳木勝執導，李忠志任動作設計，謝霆鋒、房祖名、余文樂、吳京、安志杰和江若琳主演。

## 故事大綱
熙來攘往的中環街頭發生解款車爆炸事故。護衛員中一個重傷，其餘無一倖存。這場爆炸意外亦奪去了CID警員陳晉（謝霆鋒飾演）的未婚妻。陳晉因此性情大變，誓要幫未婚妻報仇。從此，陳晉為了破案而不擇手段，只懂靠暴力和衝動。
半年後，督察方奕威（余文樂飾演）在深宵期間率領同僚巡邏時，隊員全體被伏擊和重創，自己更被逼吞下子彈。為了挽回面子及重振聲威，方奕威不惜任何代價也要將悍匪們繩之以法。
軍裝警員衛景灝（房祖名飾演）的警方臥底兄長衛景達離奇失蹤。他被發現與一幫悍匪有一段不尋常的關係。由於家境不淨，衛景灝遭警方勒令停職。但衛景灝仍然深信兄長是個剛直不阿的警察。為了還他清白，衛景灝親自向悍匪做出全力調查。
三個本來各不相干的警員因為這幫以天養生（吳京飾演）為首的劫匪而走在一起。原來這幫劫匪就是半年前策動解款車劫案的主謀，也就是害死陳晉未婚妻，重創方奕威及謀害衛景灝兄長的兇手。三人冒著性命危險，多次試圖粉碎天養生犯罪組織的進攻不果，赫然發現原來案中有案，策動解款車一億美金劫案的幕後主腦是警司章文耀（林嘉華飾演）。面對共同的敵人，究竟憑著衛景灝的勇氣，方奕威的智謀，陳晉的身手，他們可否成功將天養生的犯罪組織一舉殲滅？

## 演員

### 警隊

#### 陳晉相關
- 謝霆鋒 飾 陳　晉
- 盧惠光 飾 黃錦明（於追捕行動中受傷，後康復）
- 李啟傑 飾 陳晉手下探員
- 杜港 飾 陳晉手下探員
- 彭雁鈴 飾 陳晉手下探員
- 羅天池 飾 陳晉手下探員

#### 方奕威相關
- 余文樂 飾 方奕威
- 江若琳 飾 方奕威女友梁凱琳
- 梁俊一 飾 俊（於追捕時被天養義刺傷，後康復）
- 張雪芹 飾 方奕威手下探員
- 瞿美怡 飾 方奕威手下探員
- 伍博頤 飾 方奕威手下探員

#### 羅沛權相關
- 鄭浩南 飾 羅沛權
- 甄思羽 飾 羅沛權手下探員

#### 其他
- 房祖名 飾 衛景灝（與天養生搏鬥時犧牲）
- 林嘉華 飾 章文耀（實為黑警，與天養生勾結，準備向羅沛權開槍時被陳晉和方奕威刺殺）
- 黃德斌 飾 莫偉琛（實為黑警，與天養生勾結，被推下樓死亡）
- 周念勤 飾 警務處副處長
- 林熹瞳 飾 警署秘書
- 郭富城 飾 衛景達(並沒有參與演出，只是以照片連貫劇情。)

### 疑犯
- 吳京 飾 天養生（被陳晉及方奕威擊敗後，死於章文耀的亂槍掃射）
- 安志杰 飾 天養義（開槍自盡）
- 施祖男 飾 天養志（死於會議室的炸彈爆炸中）
- 王雪梅 飾 天養恩（被毒氣毒死）
- 黃志宏 飾 浪人（在逃亡時被槍殺）
- 陳偉南 飾 浪人（在逃亡時跌入河中身亡）
- 姜振傑 飾 浪人（在逃亡時被槍殺）

### 何永強相關
- 李璨琛 飾 何永強（被天養生處決在工地中）
- 郭文諾 飾 何永強子
- 袁綺雯 飾 何永強妻

### 貴利鄭相關
- 林雪 飾 貴利鄭（被方奕威制伏）
- 黃美玉 飾 貴利鄭女伴

### 其他演員
- 劉梓妍 飾 何家怡（陳晉女友，被捲入爆炸中死亡）
- 伍允龍 飾 老虎仔（被天養生推下樓死亡）
- 吳浩康 飾 Terry 狗
- 阮民安 飾 細狗
- 彭敬慈 飾 O.D.
- 馮皓詩 飾 波子
- 徐志雄 飾 的士乘客
- 黃志偉 飾 黑哥
- 伍兆億 飾 黑哥兒子
- 吳永全 飾 乞兒（被救醒）
- 馬子峰 飾 解款員
- 歐曜銓 飾 解款員
- 李蕙霞 飾 買生果亞嬸
- 黎志偉 飾 茶餐廳餐廳經理
- 陳諾文 飾 古惑仔
- 駱文 飾 古惑仔
- 錢宏宇 飾 金鋪經理
- 區軒瑋 飾 精神病院醫生
- 盧燕 飾 衛景灝和衛景祖母

## 製作
製片組在三個月的籌備時間裏不斷開發、勘察拍攝場景，以滿足劇本內連場的動作設計。其中針對影片序場的搶劫億元運鈔車之戲份，導演陳木勝為求真實，堅持要在香港商業心臟地帶的中環實地拍攝大型爆破戲。製片組與特區政府的多個部門開展了漫長交涉，為了給各官員對製作人員的科技及安全措施的信心，製作組安排多次的類比拍攝及爆破示範場面等予有關部門參觀。在製片組的努力及真誠下，本片終獲得拍攝准許證。最後在政府協調下，製片組封鎖了中環的三條主要道路，拍攝了這場令人歎為觀止的爆破動作場面。

## 主題曲
〈再見〉
- 主唱：張震嶽

## 各地電影分級制度
| 國家／地區 | 級別 |
| ---------- | ---- |
| 香港       | IIB  |
| 新加坡     | PG   |
| 馬來西亞   | 18SG |
| 泰國       | 13+  |

## 獎項
- 第27屆香港電影金像獎
  - 最佳動作設計提名：李忠志
- 第44屆金馬獎
  - 最佳男配角提名：吳京
  - 最佳原創電影音樂提名：褚鎮東
  - 最佳動作設計提名：李忠志

## 外部連結
- YouTube上的《男兒本色》預告
- 開眼電影網上《男兒本色》的資料（繁體中文）
- 香港影庫上《男兒本色》的資料（繁體中文）
- 豆瓣电影上《男兒本色》的資料 （简体中文）
- 时光网上《男兒本色》的資料（简体中文）
- AllMovie上《男兒本色》的资料（英文）
- 爛番茄上《男兒本色》的資料（英文）
- 互联网电影数据库（IMDb）上《男兒本色》的资料（英文）